# Letrínids

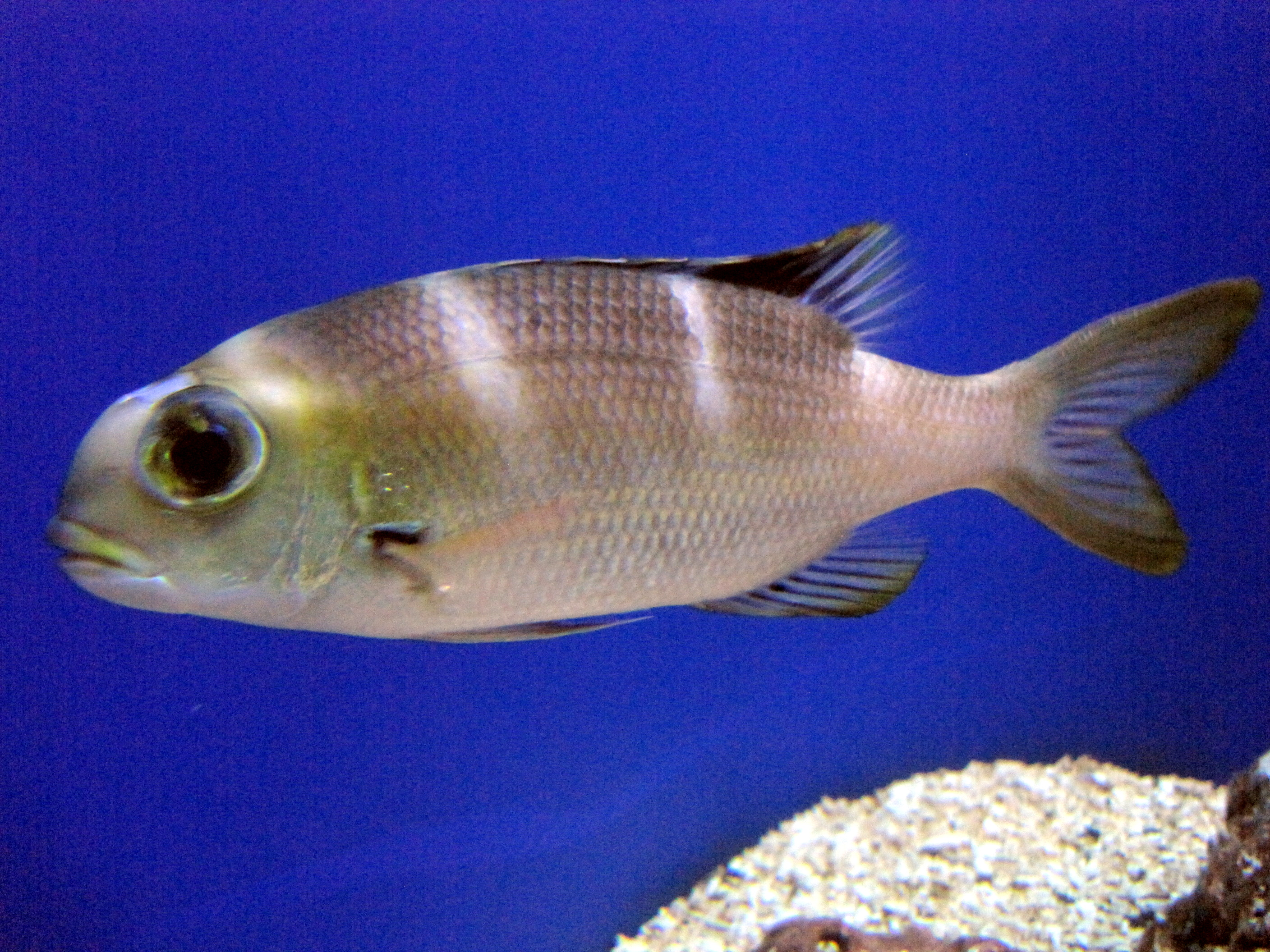
Monotaxis grandoculis

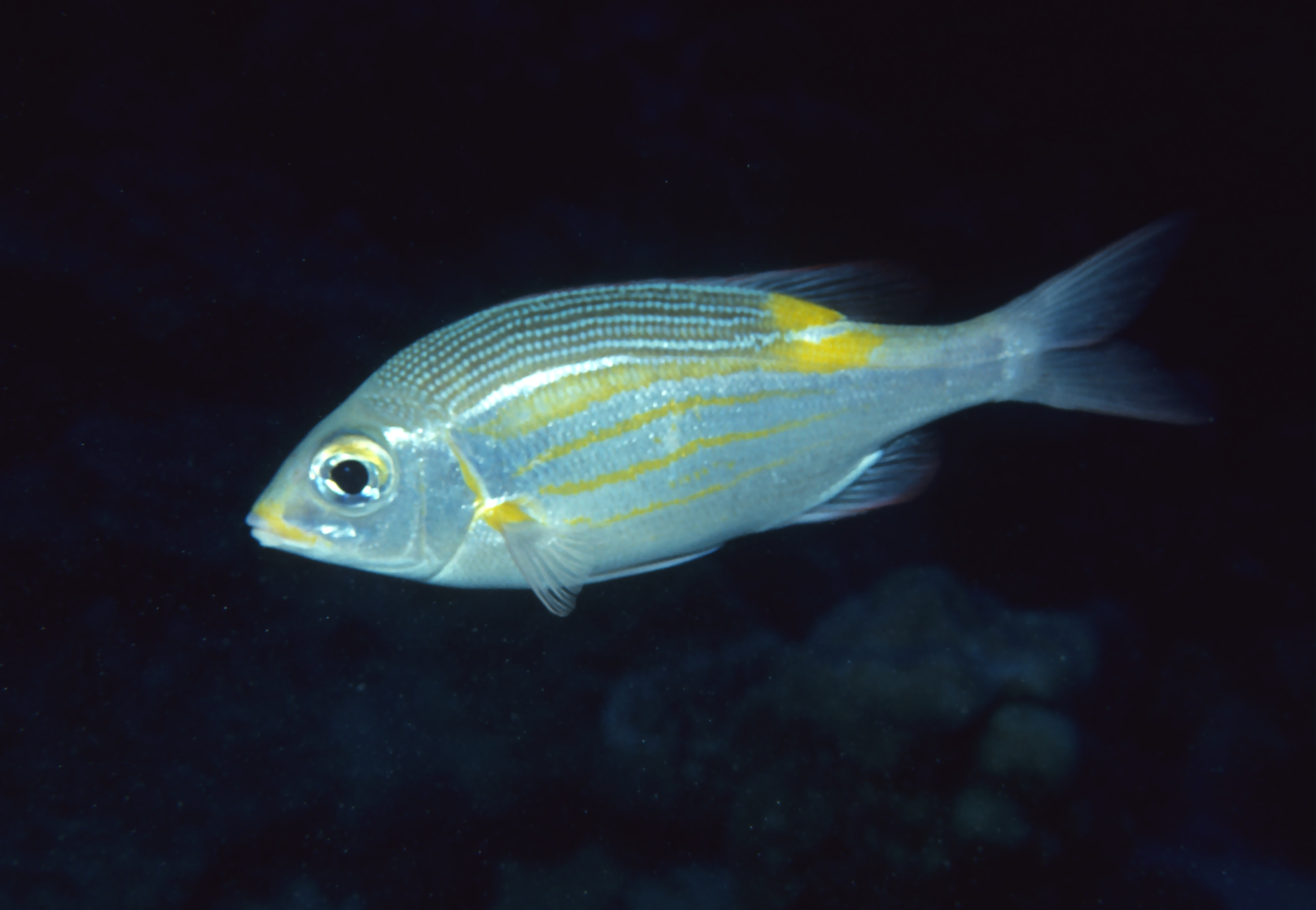
Gnathodentex aureolineatus

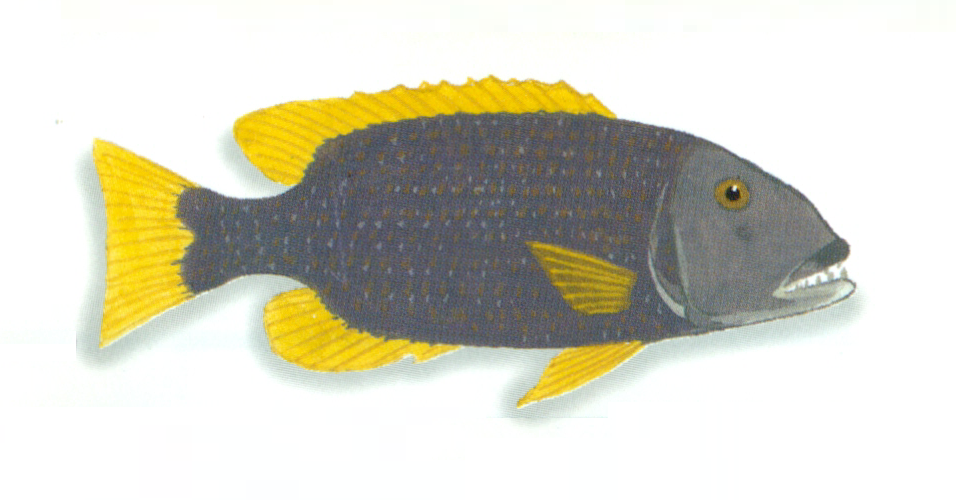
Lethrinus erythracanthus

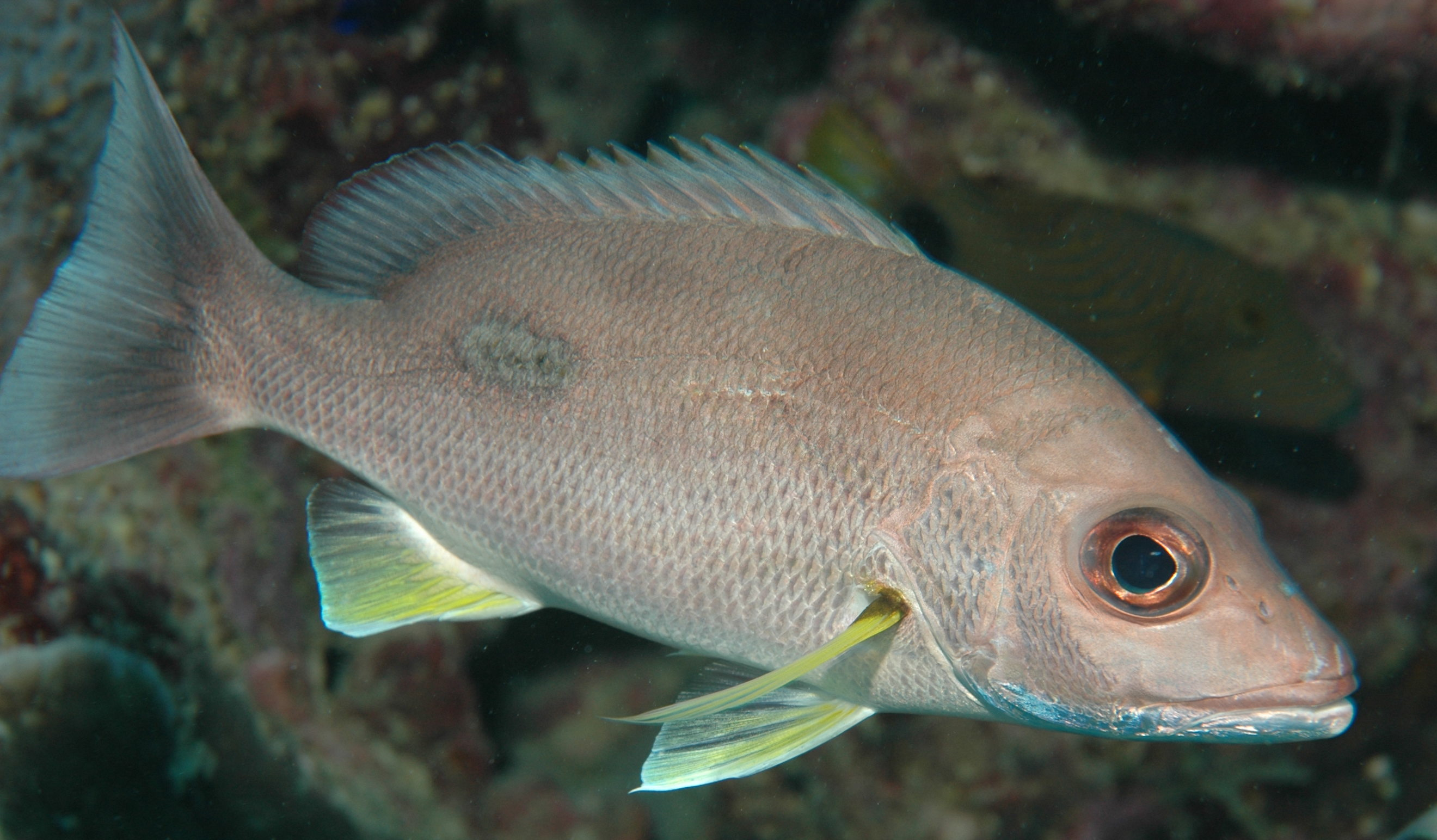
Lethrinus harak

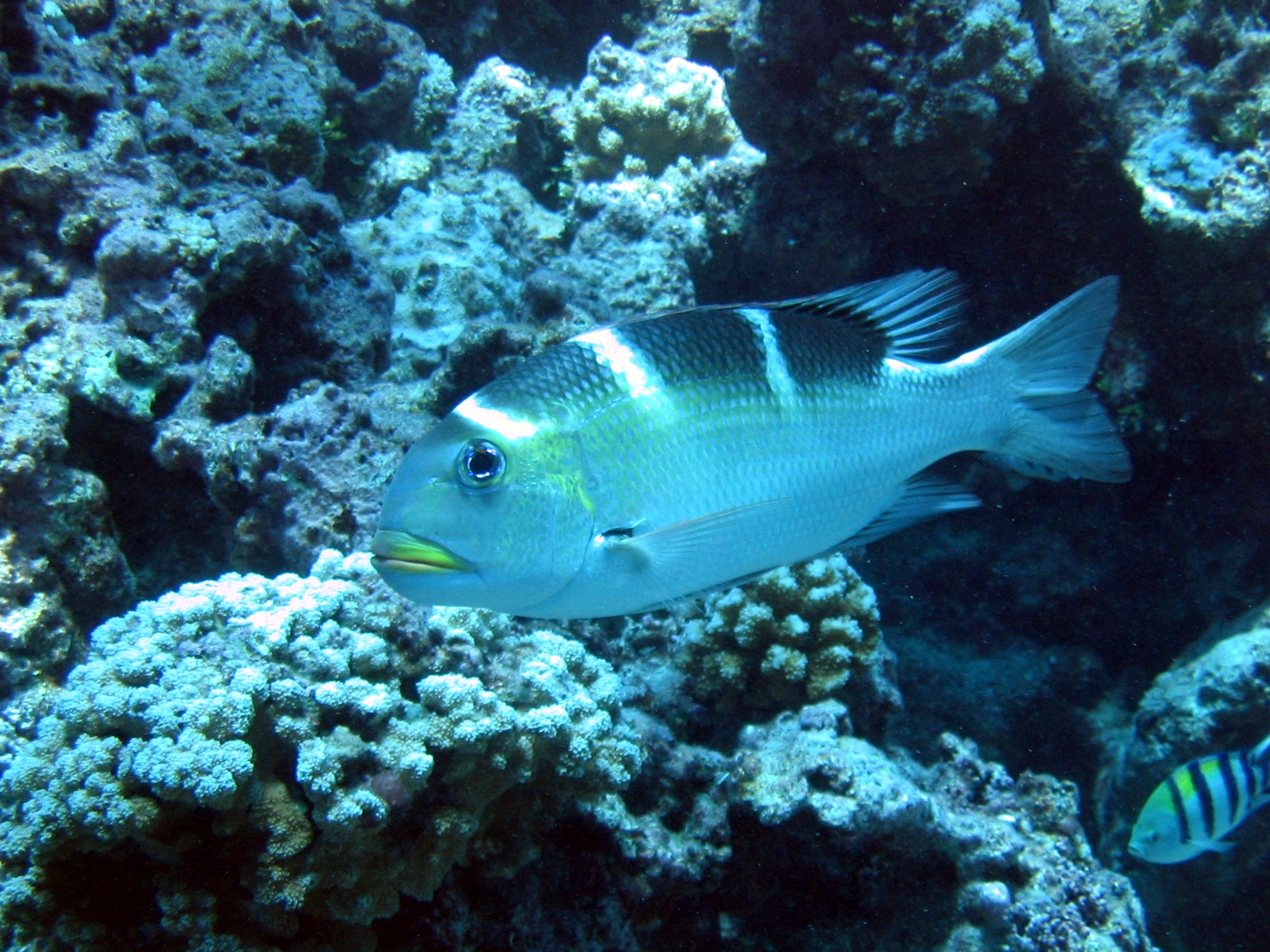
Monotaxis grandoculis fotografiat al nord-oest de les illes Hawaii.

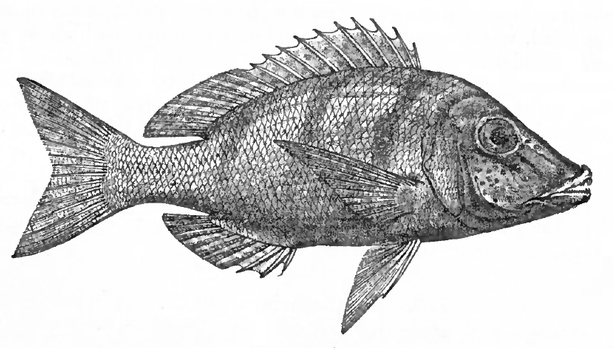
Lethrinus nebulosus

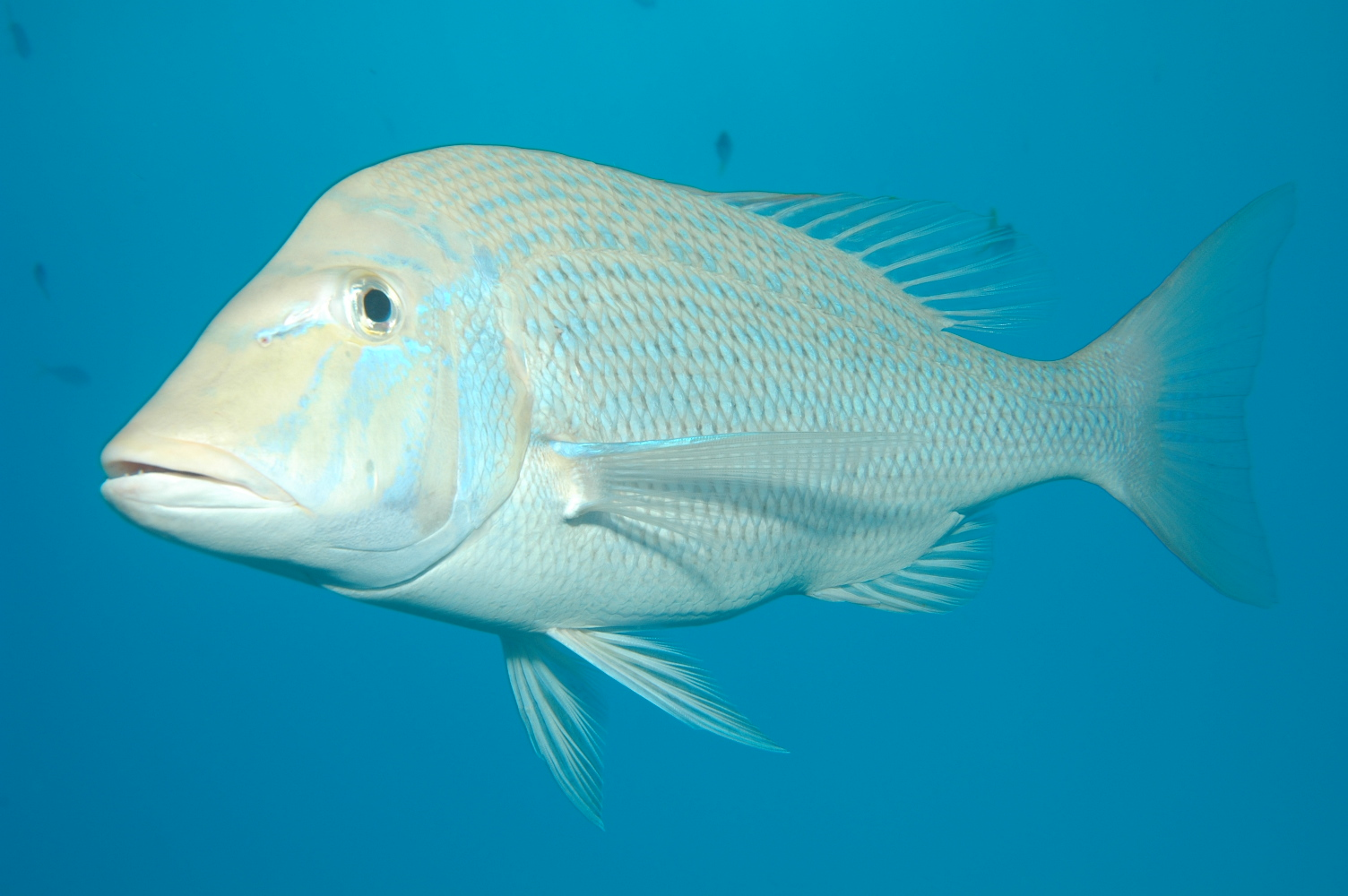
Lethrinus olivaceus fotografiat a la Gran Barrera de Corall (Austràlia).

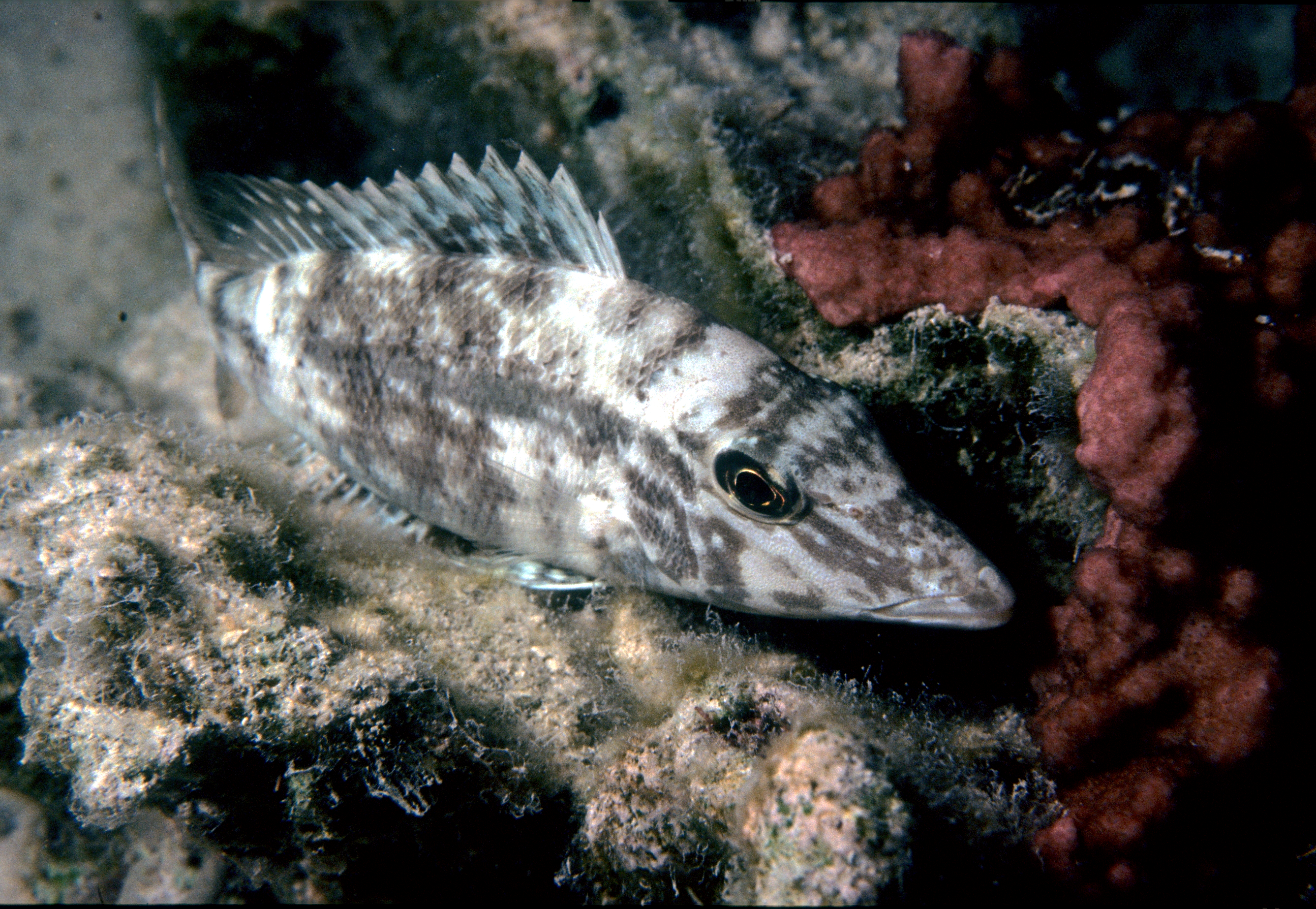
Lethrinus microdon

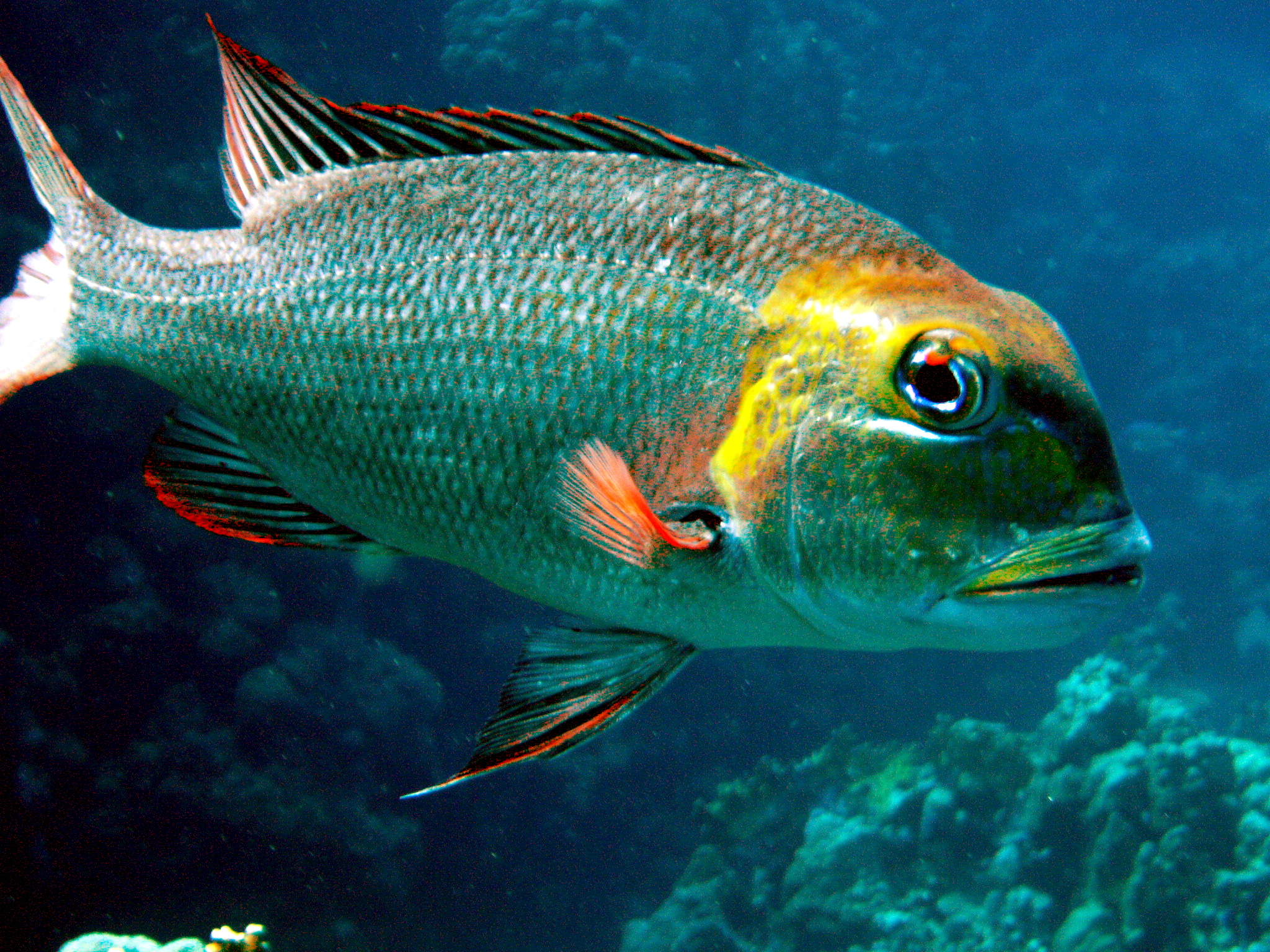
Monotaxis grandoculis fotografiat a Egipte.

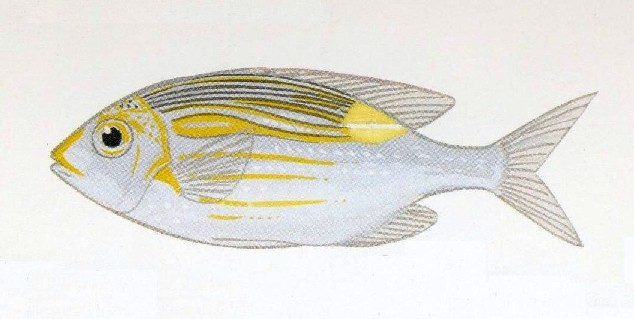
Gnathodentex aureolineatus

Els letrínids (Lethrinidae) constitueixen una família de peixos pertanyent a l'ordre dels perciformes.

## Descripció
- Aleta dorsal amb 10 espines i 9-10 radis tous.
- Aleta anal amb 3 espines i 8-10 radis tous.[3]

## Reproducció
Són reproductors pelàgics amb algunes espècies hermafrodites.

## Alimentació
Són carnívors que s'alimenten durant la nit d'invertebrats bentònics i peixos. Algunes espècies tenen dents molariformes que fan servir per menjar crancs i d'altres invertebrats de closca dura.

## Hàbitat i distribució geogràfica
Són peixos marins i d'aigua salabrosa que es troben a les zones tropicals de la conca Indo-Pacífica (llevat de l'espècie Lethrinus atlanticus, la qual viu davant les costes de l'Àfrica Occidental).

## Ús comercial
Totes les espècies, tret de les més petites, són apreciades com a peixos comestibles, encara que n'hi ha unes poques que desprenen una olor de iode en el moment d'ésser cuinades.

## Gèneres i espècies
- Subfamília Lethrininae
  - Gènere Lethrinus (Cuvier, 1829)[11]
    - Lethrinus amboinensis (Bleeker, 1854)[12]
    - Lethrinus atkinsoni (Seale, 1910)[13]
    - Lethrinus atlanticus (Valenciennes, 1830)[14]
    - Lethrinus borbonicus (Valenciennes, 1830)[15]
    - Lethrinus conchyliatus (Smith, 1959)[16]
    - Lethrinus crocineus (Smith, 1959)[16]
    - Lethrinus enigmaticus (Smith, 1959)[16]
    - Lethrinus erythracanthus (Valenciennes, 1830)
    - Lethrinus erythropterus (Valenciennes, 1830)
    - Lethrinus genivittatus (Valenciennes, 1830)
    - Lethrinus haematopterus (Temminck i Schlegel, 1844)[17]
    - Lethrinus harak (Forsskål, 1775)[18]
    - Lethrinus laticaudis (Alleyne & Macleay, 1877)[19]
    - Lethrinus lentjan (Lacépède, 1802)
    - Lethrinus mahsena (Forsskål, 1775)[18]
    - Lethrinus microdon (Bleeker, 1851)
    - Lethrinus miniatus (Forster, 1801)
    - Lethrinus nebulosus (Forsskål, 1775)[20]
    - Lethrinus obsoletus (Forsskål, 1775)
    - Lethrinus olivaceus (Valenciennes, 1830)
    - Lethrinus ornatus (Valenciennes, 1830)
    - Lethrinus punctulatus (Macleay, 1878)
    - Lethrinus ravus (Carpenter & Randall, 2003)[21]
    - Lethrinus reticulatus (Valenciennes, 1830)
    - Lethrinus rubrioperculatus (Sato, 1978)[22]
    - Lethrinus semicinctus (Valenciennes, 1830)
    - Lethrinus variegatus (Valenciennes, 1830)
    - Lethrinus xanthochilus (Klunzinger, 1870)[23]
- Subfamília Monotaxinae
  - Gènere Gnathodentex (Bleeker, 1873)[24]
    - Gnathodentex aureolineatus (Lacépède, 1802)

  - Gènere Gymnocranius (Klunzinger, 1870)[25]
    - Gymnocranius audleyi (Ogilby, 1916)[26]
    - Gymnocranius elongatus (Senta, 1973)
    - Gymnocranius euanus (Günther, 1879)
    - Gymnocranius frenatus (Bleeker, 1873)
    - Gymnocranius grandoculis (Valenciennes, 1830)
    - Gymnocranius griseus (Temminck i Schlegel, 1843)
    - Gymnocranius microdon (Bleeker, 1851)
    - Gymnocranius oblongus (Borsa, Béarez & Chen, 2010)[27]

  - Gènere Monotaxis (Bennett, 1830)[28]
    - Monotaxis grandoculis (Valenciennes, 1830)[29]

  - Gènere Wattsia (Chan & Chilvers, 1974)[30]
    - Wattsia mossambica (Smith, 1957)[31][32]